# 윤의섭 (시인)
윤의섭(1968년 ~ )은 대한민국의 시인이자 대학 교수이다. 1968년 경기도 시흥에서 태어나 아주대학교 국어국문학과를 졸업하고 중앙대학교 예술대학원 문예창작학과에서 석사학위를, 아주대학교 대학원 국어국문학과에서 박사학위를 받았다. 현재 대전대학교 문예창작학과 교수로 재직 중이다. 2009년 제7회 「애지문학상」(시부문)을 수상했다.

## 약력
1992년 《경인일보》 신춘문예, 1994년 《문학과사회》를 통해 작품 활동을 시작하였다. 2009년 제7회 「애지문학상」(시부문)을 수상했다.

## 수상
- 2009년 제7회 「애지문학상」

## 저서

### 시집
- 《말괄량이 삐삐의 죽음》(문학과지성사, 1996)
- 《천국의 난민》(문학동네, 2000)
- 《붉은 달은 미친 듯이 궤도를 돈다》(문학과지성사, 2005)
- 《마계》(민음사, 2010)
- 《묵시록》(민음사, 2015)

### 연구서
- 《시간의 수사학》(한국학술정보, 2006)